# کارل گوتلیب
کارل گوتلیب (انگلیسی: Carl Gottlieb؛ زادهٔ ۱۸ مارس ۱۹۳۸) یک هنرپیشه، و فیلم‌نامه‌نویس اهل ایالات متحده آمریکا است.
از فیلم‌ها یا برنامه‌های تلویزیونی که وی در آن نقش داشته است می‌توان به آرواره‌ها و احمق اشاره کرد.